# スマイリーキクチ中傷被害事件
スマイリーキクチ中傷被害事件（スマイリーキクチちゅうしょうひがいじけん）は、お笑いタレントのスマイリーキクチ（本名・菊池聡）が「女子高生コンクリート詰め殺人事件」（以下、殺人事件）の実行犯であるなどとする誹謗中傷被害を長期間にわたって受けた事件である。
インターネットにおいて、1人の人間に誹謗中傷を行ったとされた複数の被疑者が一斉摘発された日本で初めての事件であると同時に、被害者が一般人ではなく有名なタレントであったことなどから全国紙やニュース番組でも大きく報道された。

## 経緯

### 事件の始まり
スマイリーキクチ（以下、キクチ）が「2ちゃんねる」（現・5ちゃんねる）などの電子掲示板を中心にインターネット上で中傷され始めたのは1999年春あたりからであった。
その中傷の内容は「キクチが過去に殺人事件に関与している、あるいはその犯人の一人である（以下、殺人事件関与説と略す）」というものであった。この殺人事件関与説で引き合いに出されている女子高生コンクリート詰め殺人事件は、事件の残虐性と犯行形態から世間を震撼させる凶悪事件であったが、犯人たちが20歳未満であったために少年法の規定で犯人たちの実名が伏せられ、その人物像が世間に広く知られることはなかった。
このためネット上では「事件の犯人を憎む者」や「元少年たちのその後に興味を持つ者」が、様々な手法で調べて犯人と思われる人物のプロフィール（実名、職業、友人）をそのままネットの掲示板に載せて世間に広めるなど、事件の犯人を厳しく糾弾する活動が行われた。
また、ネットの世界には、「誰かを犯人に仕立て上げたい者」や「犯人を何としても見つけ出したい者」もおり、彼らの独断的な推理や憶測による誤った情報がそのままネットの掲示板に投稿されることもあった。この過程で、「事件の発生した足立区出身」、「犯人グループと同世代で」、「10代のときに非行に走っていた」といった要素を手掛かりに、当時のネット利用者の間でキクチに対する殺人事件関与の疑惑が強まった結果、そのまま既成事実としてネット上で扱われるようになっていた。
これに対して週刊実話は2000年7月に全てのメディアに先んじてこの中傷被害を取り上げ、書き込み数が1000件以上にも及んでいることなど当時の状況について言及し、記事においては、ネット上で中傷が横行するようになった原因の一つとしてキクチの披露したネタに反感を持った何者かがネタの内容と殺人事件を無理やり結び付けて中傷したためであると推測されていたが、週刊実話からの取材に対して太田プロはキクチと殺人事件の関与を明確に否定していた。
キクチは当初から殺人事件関与説を何度も真っ向から否定し、自著においても「足立区民は元々地域内での結びつきが強く、他地域を頻繁に訪れることは少ないため、同じ区内でも地元以外の区域は全く知らない区民が多い」という足立区民の実情を説明する形で補足している。キクチはこの上で「事件現場の地域（綾瀬）は自分の生まれ育った地域（千住）からかなり離れており、成人式の時に1度行ったきりで土地勘が全くない。1991年1月1日付けで東京都足立区民で成人を迎えた男子は6,334人で、足立区内の同世代なんてごまんといる」、「殺人に関与していたことが事実であれば、既にどこかの週刊誌が嗅ぎ付けており、芸能界で活動できるはずがない」と改めて否定している。
それにもかかわらず、ネットの掲示板では上述の誤情報が精査されることのないまま「キクチは殺人事件のことをお笑いのネタにした」という事実無根の書き込みが広まり、それを信じた者たちから「キクチは殺人事件に関与したにもかかわらず、反省もせずに芸能人として堂々とテレビに出続けている」、「キクチは殺人事件のことをお笑いのネタにした」、「キクチは殺人事件に関わった100人のうちの1人だ」などとネット上で中傷されるようになった。こうしたネット上でのキクチへの中傷は「2ちゃんねる」などの電子掲示板サイトのほか、キクチの所属事務所である太田プロダクション（以下、太田プロ）の電子掲示板でもなされた。被疑者がようやく検挙されたことが報じられた際にも、読売新聞は太田プロがキクチを「足立区出身の元不良」なる謳い文句で売り出していたのがきっかけであるとし、毎日新聞は、かつてキクチが仲間に「足立区出身の元不良」と冷やかされていた、としている。
しかし、キクチはバラエティ番組出演時に元ヤンキーであることに言及された際に「中学時代のヤンキー姿の写真」が2回ほど放送されたことを認めているが、太田プロが「元不良」として売り出したことについては否定している。

### 警察への相談
キクチはインターネット上で流布しているキクチの殺人事件関与説をマネージャーから知らされた当初は「あまりにもくだらない」として取り合わないつもりだった。しかしながら、噂が収束するばかりか被害が悪化していく事態に困惑し、2000年6月上旬、キクチは四谷警察署に被害届を提出した。
四谷警察署はキクチの申し出を受けて脅迫罪の恐れがある書き込みを捜査し、ネット掲示板の管理者にログを開示させるなどして中傷の書き込みがなされた5つの書き込み元を特定した。ところが、そのうち1つが、とある国立大学のキャンパス内に設置されているパソコンであると判明したものの、パスワード入力が不要のもので大学外の人物による書き込みの可能性もあったことから、書き込みをした人物を特定できなかった。また、別の書き込みは、発信元が特定されないように日本国内から日本国外の回線を経由していることが判明した。キクチへの中傷が吹き荒れていた当時は、ネット上の中傷程度で国際刑事警察機構を動かすことが非常に困難であり、ネット掲示板に書き込んだ人物の特定は断念された。残る3つについては個人名を特定することができたものの、いずれの書き込み元もキクチとは全くの面識のない人物であり、当時は書き込み元の身元以外の証拠や明確な犯行動機を証明できるものなどがない以上は立件に持ち込むことができなかった。このため、捜査はそのまま打ち切られた。
2002年、太田プロは公式HPにおいてキクチの殺人事件関与と殺人事件を笑いのネタにした噂を改めて否定したものの、中傷書き込みの投稿者やその賛同者側からは「やってない証拠を出せ」、「火のない所に煙は立たない」、「事実無根なら死んで証明しろ」などと反論されるなど中傷が収まる気配はなく、やがて中傷コメントで荒らされた影響で太田プロの掲示板は一時的に閉鎖せざるをえなくなった。また、「2ちゃんねる」など他のサイトで書かれた中傷記載についての削除依頼も「書き込みの内容が事実無根であることを証明できなければ要求には応じられない」という理由で管理人に却下されてしまった。
この過程でキクチに対する中傷は徐々に彼の芸能活動に多大な支障をきたすようになった。キクチの殺人事件関与説を信じた視聴者からはテレビ局や出演番組のスポンサーなどの業界関係団体に「殺人犯をテレビに出さないでほしい」といった抗議が殺到するようになり、キクチが舞台に上がる度に観客がヒソヒソ話をしたりざわついたりするなど異様な空気になった。これらの事態によって業界関係者からの心証が悪化し、キクチに依頼されていた仕事や企画が立ち消え・お蔵入りになるなどの被害が発生した。

### ブログの開設
2008年1月にキクチはブログを開設した。開設理由は「ネットでさんざん嫌な思いをしたが、ふとブログで自分の言葉を発信すれば、自身に着せられた『殺人犯』という汚名を晴らせると思った」ためであった。しかし、ブログ開設直後からブログのコメント欄にキクチを殺人事件の犯人扱いする中傷書き込みが殺到する。キクチは当初は自分で中傷コメントを削除していたが、後にコメントを承認制に変更。コメント承認制にしたため、中傷コメントはブログに掲載されなくなり不特定多数に読まれることは無くなった。
しかし、ハンドルネームを殺人事件の関係者（被害者の女子高生や犯人の実名など）にしたり、コメントを当て字や伏字で書いたり縦読みするとキクチを中傷する言葉になるようなコメントを投稿したりする者や、キクチに好意的なコメントをした女性が運営するブログのコメント欄に殺人事件関与説を書き込む者、mixiのファンサークルや、ウィキペディア日本語版におけるキクチやそれに関連するページのみならず、事件と全く関連のない内容（盲導犬、大学のサークル、ピアノの発表会）のサイトの掲示板に殺人事件関与説を書き込む者が現れるようになった。
キクチは見えない相手からの中傷に不安を感じて、ブログで翌日にライブ出演する会場と出演時間を告知した上で「ブログの内容と関係のない質問がある方は、ライブ終了後に会場正面口で声をかけていただいたら、どんな質問でも必ず承ります」と面と向かって質問を受け付ける場を設けたが、結局誰も質問に来なかった。
また、他の芸能人が番組収録中の話や出演番組の放送日時告知などをブログに書き芸能活動の宣伝に使っている中で、キクチ本人はテレビ局や番組スポンサーやCMスポンサーに前述のような抗議が殺到して共演者や業界関係者などに迷惑がかかることを懸念し、後述の2008年8月にブログで中傷書き込みに対する刑事告訴の警告をするまでは芸能生活と関係のない私生活に関する記事の投稿に留まり、出演番組や芸人活動の宣伝などができなかった。

### 北芝健による著述
また、元警視庁刑事の肩書でテレビコメンテーターなどで活動していた北芝健が2005年に出版した著書『治安崩壊』内で、殺人事件の犯人像に関する以下のような記述があった。
なお、北芝の著書で指摘された「お笑い系のコンビを組んで芸能界でデビューした犯人」の部分については、裏付けとなる情報源が全く明記されず、実名などの個人を特定する詳細なプロフィールは書かれていなかったものの、芸能界デビュー時にコンビを組んでいたキクチにも偶然当てはまる内容であった。
その後、ネット上では、この北芝の記述が殺人事件関与説の有力な根拠とされてキクチへの中傷が激化し、殺人事件関与説を信じた一般視聴者から業界関係者へ抗議が増える遠因にもなった。
キクチは2008年4月4日に問題の記述を目にしたが、中傷する者たちが殺人事件関与説を本気にしていることを思い至り、キクチをどうにかして殺人犯・強姦犯の共犯者に仕立て上げ、姿を見せずにネット上で中傷を繰り返すネット住民に強い恐怖とストレスを感じるようになった。
また、殺害予告投稿がエスカレートしていた時期は、秋葉原無差別殺傷事件の影響から、キクチは「実際に誰かに襲撃されるのではないか」と不安を感じるようになっていた。仕事仲間や知人と酒を飲むときなどでも、キクチはできるだけ人との付き合いを減らし、仕事が終わればすぐに帰宅したり、恋人と頻繁に連絡を取り合って一緒に帰宅したりするなど、なるべく身辺の安全を確認するほどであった。

### 警察への再相談
キクチは再び警察に相談することを決意し、2008年4月から警視庁ハイテク犯罪対策捜査センターや中野警察署生活安全課に相談した。しかし、警察の担当者から、「（キクチさんを）本気で殺人事件の犯人と信じている人はいない」、「削除依頼をして様子を見ましょう」、「様子を見ればネット誹謗中傷は落ち着く」、「（芸能人だから）有名税みたいなもの」、「（中傷コメントは）遊びだと思う」、「（キクチさんは）インターネットなんてやらなければいい」、「殺されそうになったとか、誰かが殺されたとかがないなら刑事事件にできない」、「殺されたら捜査しますよ」などと軽くあしらわれた。
キクチは、知人から紹介された弁護士から、「中傷書き込みをした者を特定するために掲示板管理者から発信者のログを開示してもらい、接続業者が発信者の個人情報を開示する必要がある」「掲示板管理者と接続業者が開示を拒否した場合は訴訟になるが、裁判所が開示命令を出すとは限らない」など相当の根気と労力が必要と説明され、ネットを相手にする前に「身の潔白を証明しようとしていることを世間から注目される」ために北芝と本の出版先である河出書房新社（以下、河出書房）を相手に自分が風評被害に遭っていることを訴えることを検討し始めた。
4か月後の2008年8月、キクチはブログ上でファンから「ネットの誹謗中傷を刑事事件化したいのなら生活安全課ではなく刑事課に行き、刑事告訴したいと意思表示すべきである」という趣旨のアドバイスを受けたことを参考にして中野署の刑事課に行くことにした。そして、組織犯罪対策課の男性刑事（当時警部補、以下「担当刑事」）を紹介され、ネットで蔓延している自身への中傷被害について担当刑事に相談した。
担当刑事は偶然にもネット犯罪に精通しており、キクチに対しては真摯に対応し、これまでの警察の対応が不適切であったことを認めて謝罪した。また、担当刑事は所轄に連絡して殺人事件に関する資料を取り寄せ、犯人グループやその仲間に「きくち（菊池・菊地）」という名前がないことと出所後に芸能界入りした者が犯人にいなかったことを確認し、キクチと殺人事件に一切関連性がないことを証明した。
更には担当刑事は「100人近くが殺人事件に関与した」という書き込みについても、警察の公式発表に基づいた情報ではなく、被害者への人権やプライバシーに関する認識が低かった時代に発生した過熱報道の過程において「捜査の過程で近所の人たちに聞き込みなどをした人数も入れれば100人ぐらいになる」という情報が伝言ゲームのように広まっていく内に変容して形成された誤情報であることもキクチたちに説明した。
警察のアドバイスを受け、キクチは8月15日付のブログ記事において改めて殺人事件との関連を否定した。そして、キクチは、ネット住民に対して、これからもコメント欄で誹謗中傷を行う者がいたら刑事告訴をすると警告した。それでもネット上ではキクチに対して相変わらず執拗に誹謗中傷の書き込みをする人物がいたため、強制捜査権を持つ警察は従来の姿勢から一転して、ネットの発信記録からネット掲示板に書き込んだ人物の発信元を特定して検挙する捜査方針に大きく変えた。
キクチは最初に相談した際に警察官にあしらわれた経験から警察に対して不信感を募らせていたが、毎日のように繰り返されていたキクチへのネット中傷被害に関する捜査が担当刑事の尽力で再び大きく進展したことに加えて、担当刑事の真摯な態度に心を動かされ、不信感が徐々に和いでいった。

### 北芝との訴訟問題
警察が動いたことにより、キクチは北芝の著書に対する民事訴訟の代わりに北芝の事務所と河出書房に対して、殺人事件関与説の風評被害を受けたことを理由に出版差し止めと謝罪広告を求める内容証明郵便を2008年8月27日に送付した。
しかしながら、2008年9月、北芝の事務所と河出書房から「記載された文章から一般読者がキクチ氏をコンクリ事件の犯人と認識することはないため、出版差し止めと謝罪広告を拒否する」旨の回答を得た。キクチ側は当初から『治安崩壊』にキクチの実名が挙がっていない以上、北芝側から謝罪を得ることは不可能と考えており、この内容証明送付は、中傷を行った者が北芝と同書に責任転嫁できないように、北芝側から言質を得るための方策でもあった。
一方の北芝は、中傷被害事件が報道されてしばらくした後、キクチからの内容証明郵便について初めてブログで言及し、「当時はキクチのことを知らず弁護士を通じて回答しただけであり、キクチ側は著書などで『治安崩壊』の内容が事実無根であるばかりか、北芝が経歴詐称をしているかのような誹謗中傷までしている」と反論している。
なお、北芝は「（自分も）インターネットの匿名書き込みをした者達から悪口を書かれて多大なる迷惑、残酷で卑劣な匿名書き込み、そこから発生した被害など同じ目に5年以上あっており、同情もすれば同じ憤りを共有する」「パソコンをやらないし、匿名書き込みの低劣さ、卑怯さ、品格の無さ、愚昧さが怒りを覚えるほどに嫌い」とするなど、インターネットの匿名書き込みを本の情報源にしていないかのような発言をしているが、著書の中の「お笑い系のコンビを組んで芸能界でデビューした元犯人」という部分について、どのような取材や根拠に基づいて記述したのかについては、北芝は最後まで明言していない。

### 被疑者の一斉検挙
警察はここで初めて、警告後もキクチへの中傷コメントを書き込んでいたインターネットユーザー1名の身元を特定し、中野警察署へ任意同行を求めた。この被疑者は「二度としません」と発言するなど反省したようなそぶりを見せたが、その3時間後に「殺人犯のくせに警察に密告するとはどこまで卑怯だ」などといった内容の中傷コメントをネット掲示板に書き込んだ。
当初、警察およびキクチはネットに書き込んだ人物に一度注意をすればネット掲示板でのキクチへの中傷が収まると考えていたが、再発の可能性が予想以上に高いことを痛感した。そして、警察は「悪質性の高い書き込みを厳選して、該当する者は一斉摘発する」方針へと切り替えた。
その後、警察は2008年9月から2009年1月までに、キクチに対して中傷書き込みを行った者の身元を1200〜1300人以上も特定し、最終的には特に書き込み内容や回数などが明確に刑法に抵触しているレベルにあると判断された計19人が検挙された。
警察の捜査で判明した被疑者たちの居住地は北海道から大分県まで日本全国に及んでいたが、警視庁の刑事たちが実際にそれぞれの都道府県の居住地に出向いて摘発した。被疑者たちの摘発時の年齢は半数近くが30代後半だったが、最年長は47歳で、最年少は17歳だった。精神の病にかかっている可能性のある者も4分の1近くいた。被疑者たちの職業も、大手企業の正社員・派遣社員のみならず、左官業、コンピュータプログラマー、会社セキュリティ部門の責任者など多種多様であり、会社の通信システムを利用して中傷コメントを書き込んだ者もいた。また、国立大学職員もいたが、その勤務先は8年前の2000年の捜査で書き込み場所として特定された国立大学であった。
取り調べをした刑事たちは被疑者たちの雰囲気を「どこにでもいる大人しそうな感じ」と評し、キクチも警察から見せられた被疑者たちの顔写真から「怪しい目つきの2人を除き、どこにでもいる普通の人」という印象を持った。なお、被疑者たちは実際の殺人事件とは何の関係もなく、被疑者同士や被害者のキクチとも実生活で一切面識がなかった。

### 被疑者たちの動機と言動
警察の取り調べでは、被疑者たちは全員当初は容疑を否認していたが、その大半は契約しているプロバイダ名、投稿時刻、コメント内容などの証拠を警察に突きつけられて自供した。しかし、そのうち数名は、これらの証拠を突きつけられても、辻褄が合わなくなるまで、友人や同僚・知人、家族のせいにするなどして容疑を免れようとした。噂を信じていなかったが面白半分で中傷コメントを書いた1人を除き、被疑者のほとんどはネット上で流布されていた「キクチの殺人事件関与説」を信じていた（前述の北芝の本を根拠としていたのは8人）。また、後に名誉毀損容疑で書類送検されることとなった被疑者の一部は、キクチを中傷するだけに飽き足らず、殺人事件そのものを面白おかしく書き立て、被害者やその遺族までをも侮辱する書き込みを投稿していた。
警察は彼らに対し「キクチ氏と殺人事件は無関係で、ネット上のキクチ犯人説は事実無根」と知らせた上で、「キクチ氏と殺人事件は無関係」とする北芝健の事務所と河出書房からの回答も見せた。すると、被疑者たちは一転して、「ネットに騙された」、「本に騙された」、「他のユーザーも同じように書き込んでいる」と責任転嫁をし始め、「これから産む赤ちゃんをきちんと育てられるかどうか自信がなかった」、「離婚して辛かった。キクチはただ中傷されただけで、自分のほうが辛い」、「（仕事、人間関係など私生活で辛いことがあり）ムシャクシャしていた」、「他の人は何度もやっているのに、なぜ一度しかやっていない自分が捕まるのか」と被害者意識を顕わにした。被疑者の一部は「言論の自由」を主張したが、刑事たちから「表現の自由なら自分の名前が書かれてもよいのか」と問いただされると、「キクチは芸能人だから書かれてもよいが、自分は一般人で将来もあるから嫌だ」と発言した。キクチは被疑者への取り調べの様子を担当刑事から聞かされる中で、被疑者たちの言動に対し、「『情報の仕分け』・『考える力』・『情報発信者を疑う能力』の3つが欠如している」、「他人の言葉に責任を押し付ける」、「自分の言葉には責任を持たない」などの共通した印象を持った。
なお、警察から取り調べを受ける中で、被疑者数名が自分の中傷や脅迫を反省してキクチへの謝罪を申し出ていたため、キクチも当初は被疑者たちの謝罪を受け入れるつもりでいたが、謝罪の手紙やメールなども含めて実際にキクチや太田プロに連絡をしてきた者は一人もいなかった。この現実を見たキクチは中傷書き込みをした者たちに対して、徐々に「結局は刑罰を逃れるためにその場しのぎでこしらえた口先だけの謝罪だったのではないか」と猜疑心を強めていった。
その後、検察の決定が下される数ヶ月前になって、後述の担当検事を通じて改めて謝罪の申し出があった際にも、「自分は謝罪しても構わない」・「自分が忙しくないときに謝罪できるよう会える日時をキクチが調整してほしい」などの発言に違和感を抱き、キクチは本心でなければ謝罪の申し出を拒絶する意思を明確にした。また、キクチは「会いに行く時間は被疑者自身で調整し、自分と直接ではなく事務所に一旦話を通す」という条件で一旦は被疑者たちの申し出に応じたが、結局不起訴が正式に決定するまで約束通りに謝罪した者は最後まで現れなかった。そして、それ以降も被疑者たちから連絡が来ることはなかった。

### 書類送検、メディア報道の余波
2009年2月5日、テレビ、新聞、スポーツ紙などの複数のメディアで、キクチのネット中傷被害が大々的に報道された。ネット掲示板での中傷書き込みや、ブログ「炎上」で書き込みした者たちを警察が一斉摘発するのは、警察庁によると「聞いたことがない」事案であった。
キクチ中傷被害事件の報道の少し前に、大韓民国の芸能人が相次いで自殺していたこと（2007年1月のU;Nee、同年2月のチョン・ダビン、2008年9月のアン・ジェファン、同年10月のチェ・ジンシル）が注目されていたが、自殺した理由の1つにネットにおける中傷があると報じられていた。ネットの中傷によって韓国の芸能人が相次いで自殺した問題は、報道機関では「日本でも起こりうる深刻な問題」と考えられており、ネット中傷という点で類似していたキクチ中傷被害事件が報道機関で大きく取り上げられる要因となった。
報道の一部には事件の経緯について誤情報があったものの、この報道で警察が「キクチは殺人事件と無関係」であることを発表したため、ネットでは殺人事件関与説が全くの事実無根であると広く認識されるようになり、キクチへの中傷はピーク時に比べて大きく減少した。
それでも、キクチは事件被害者としてニュースやワイドショーなどで扱われたことなども大きく影響して、噂や中傷被害で毀損されていた芸能人としてのイメージが更に悪化し、一時期芸能関係の仕事がほぼ皆無の状態となった。また、報道時にはマスメディアからの取材のオファーもあったが、キクチは殺人事件の関係者への配慮に加えて、自身の行為が売名のためだと思われることを嫌ったため、捜査が終わるまでは事件についての取材を全て固辞した。
2009年3月27日までに、書き込み内容の悪質性から起訴できる見込みがあると警察が判断した7人の被疑者が検察に書類送検された。さらに2009年4月下旬、新聞報道直後の同年2月10日に「2ちゃんねる」上でキクチの殺害予告を書き込んだ容疑で、事件担当の刑事たちが、書き込みを行った東北地方在住の女性を連行するため、女性の自宅を直接訪問するも、女性が意味不明な言動をした後包丁を持ちだして暴れ出し、止めに入った父親を切りつけた。父親に生命の別状はなかったが、女が精神病を患っており心神耗弱状態にあることが認められたため、摘発は見送られた。

### 不起訴処分の決定
その後、中傷書き込みの事件の検挙の進展はほとんどなく、検察からも連絡は全くなかった。キクチはこの間民事訴訟も検討したが、被疑者の居住地が北海道から大分県までの広範囲に及んでおり、19人全員に対して訴訟を起こすと大変な手間と多額の費用を要すること 、大手企業に勤務している被疑者数名が中傷の際に会社の機器を用いていたことから勤務先が弁護団を結成して反訴してくる可能性があること、民事訴訟では中傷者本人が出廷を拒否する可能性もあることなどから断念し、検察の判断を待つ意向を固めた。
2009年11月、キクチが東京地方検察庁（以下、東京地検）に電話で事件の進展を確認すると、事件を担当する検事から「全員不起訴処分する予定である」と説明され、その理由も、実際には被疑者の誰からも謝罪を受けていなかったにもかかわらず「全員が反省しており、キクチに謝罪したため」というものであった。キクチは、検事が供述調書に書かれた「すぐに謝罪する」・「謝罪させてほしい」などといった被疑者の発言を鵜呑みにして被疑者とキクチが既に和解したと誤解しているのではないかと考えた。キクチは後日改めて東京地検で直接面談を行ない、被疑者たちと和解していないことを説明したが、担当検事は「本人たちは悪気がなかったと言っているのでキクチが否定すればやらなかったと思う」、「被疑者の数が多すぎるので全員起訴することは困難である」などと回答した。キクチはこれらの回答から、事件の捜査資料やキクチの被害届や告訴状に記載されていたにもかかわらず摘発対象となった書き込みの内容も被害状況の深刻さも担当検事が充分に認識できていないと考えた。キクチが実際に被疑者が書き込んだ中傷文・脅迫文を見せながら事実誤認を指摘しても、担当検事は被疑者の書き込みを初めて目にするかのような素振りを見せた後、狼狽しながら曖昧な返答に終始した上、「被疑者の情報は自分のブログだけであれば公開しても構わない」、「被疑者の謝罪を受けたいのであれば、被疑者たちにキクチの連絡先や住所を教えても差し支えないか」などとインターネットにおける個人情報流出の危険性を認識していないような発言もした。キクチはその後も担当検事と話し合いを重ねたものの最後まで納得のいく説明が得られず、検察への不信感を募らせていった。
2010年1月21日、3人の被疑者に対して起訴猶予処分（名誉棄損容疑2人・脅迫容疑1人）、4人の被疑者に対して嫌疑不十分による不起訴処分（名誉棄損容疑2人・脅迫容疑2人）が正式に決定した。
キクチは当初から不起訴処分に納得してはいなかったが、担当検事とのやり取りに疲弊して既に検察に期待ができなくなっていたこと、「嫌疑なし」と判断された被疑者がいなかったため「被疑者たちの犯行は一応検察でも認めてもらえた」と解釈したこと、「自分の無実を証明するためにできるだけのことは精一杯やった」と既に割り切っていたことなどから、最終的には検察の決定を受け入れることにした。

### 本格的な収束に向けて
2009年における一斉摘発の影響もあり、キクチへの中傷は往年よりも大幅に沈静化したものの、その後もネット上での中傷や脅迫が一部の掲示板で散見されたため中傷・脅迫が再燃することへの不安を完全に拭い去ることができなかった。実際令和に改元した2021年の時点でもキクチに対する誹謗・中傷や殺害予告そのものは続くこととなった。
2017年には再びキクチのブログのコメント欄に殺害予告が書き込まれたことを受け、太田プロとの相談の末、同年3月5日に控えていたNHKの生放送番組への出演を中止せざるをえなくなる事態が発生し、翌日夕方に投稿したブログ記事内で自身を案じるファンに対する謝罪と感謝を表明するに至っている。
また、事件に関連するデマに基づいた誹謗中傷や脅迫だけでなく、その後のキクチの啓発活動やネット犯罪や悪戯行為に関するコメントに関連して、事件全容や中傷被害の深刻さに無知な人物から、SNS上で高圧的な言動を浴びせられたり、発言内容の言葉尻をとらえて攻撃されたり、啓発活動について「売名目的だ」とネット上で誹謗中傷をされたりするなど新たな被害も増えていった。
このため、こうした被害が継続している状況や上述の取り調べにおける被疑者たちの言動から逆恨みによる再発のリスクを懸念した担当刑事をはじめとする警察関係者が2019年の時点でも定期的にキクチを訪問したりキクチに連絡したりする事態が続くこととなった。しかしながら、刑事案件に至るまでの中傷書き込みに関しては非常に少なくなったこと、自著の出版に伴い自身の中傷被害への関心が高まり認識が徐々に変化していったことや、ブログやSNS上で同様の被害に遭っているネットユーザーから相談を受ける機会が増えたことなどから、「被疑者からの謝罪がなくても、自分の無実を信じる人が増えた以上は一区切りをつけて前進しよう」と考えるようになった。
その後は先述のような割り切った考えを持つ中で、千原せいじや爆笑問題、BOOMERなどの芸能界の友人・知人から激励を受けて自信を少しずつ取り戻していった。また、自らの被害状況に関心を持った学校などより講演の依頼が来るようになり、水道橋博士から「キクチは貴重で有益な体験をしているのだから、同様の被害に苦しむ人々を救済するためにももっと積極的に発信するべきだ」と進言されたことも受けて、以前は消極的だったマスコミからの取材やテレビ番組への出演も受け始め、自身の被害経験をインターネットの啓発活動に生かす機会も増えていった。取材や番組出演時においては、被害経験や警察関係者からの助言を基に、同様の事件や騒動に関する考察や私見を述べたり、自分なりの対策法や改善策などを指南したりするだけでなく、被害が継続している現状、被害の再燃に対する懸念、一区切りが付いた後も癒えていない不安や恐怖などを独白している。

## その他
- タレントの飯島愛もネット上で「出身地の江東区が犯行現場の足立区に近い」、「犯行グループと年齢が近い」、「10代にグレていた」ことを理由に犯行グループの仲間、あるいは事件の犯人の元恋人として扱われ、ネット上でキクチ同様に事実無根の中傷を受けており[97]、飯島は生前に公式ブログで噂の内容を否定していた[98]。キクチと飯島は、何度か仕事の番組収録中に話をした程度でプライベートの交流は一切なく、互いの連絡先も知らなかったが、ネット上では中傷を行う者たちによって、「この2人が事件の共犯者である」という両者を結び付けた噂が立つようになった[99]。脅迫の容疑で検挙された被疑者の数名は、2008年12月24日に飯島の急逝が報じられたことでインターネットで「飯島愛」を検索した際に初めて知ったキクチや飯島の殺人事件関与説をそのまま鵜呑みにして匿名掲示板でキクチを中傷するコメントを投稿していた[100][注釈 13]。
- 事件の内容は『ザ!世界仰天ニュース 3時間20分スペシャル』（2012年12月19日放送分）[101]、『爆報! THE フライデー』2016年3月18日放送分[102]、『金曜プレミアム・キテレツ人生！第5弾突然殺人犯にされた芸人が初告白！』（2017年06月16日放送分）[103]で特集された。
- キクチの家には2010年に検察が被疑者を不起訴処分にした後もキクチに対する脅迫や誹謗中傷等のサイトの文面を印刷したものが段ボール4箱分くらい保管されていたが、2016年に子供が生まれたことで、子どもが物心ついて父親が人殺しと書かれたものを見るのは嫌だろうなと考え、ほとんど捨てたという[104]。